# Järsi
Järsi är en by i Estland. Den ligger i Raasiku kommun och i landskapet Harjumaa. Antalet invånare var 186 år 2011.
Järsi ligger 47 meter över havet och terrängen runt Järsi är mycket platt. Runt Järsi är det ganska glesbefolkat, med 26 invånare per kvadratkilometer. Närmaste större samhälle är Tallinn, 17 km väster om Järsi. Omgivningarna runt Järsi är en mosaik av jordbruksmark och naturlig växtlighet.
Inlandsklimat råder i trakten. Årsmedeltemperaturen i trakten är 2 °C. Den varmaste månaden är juli, då medeltemperaturen är 16 °C, och den kallaste är februari, med −10 °C.